# 小行星9962
小行星9962（英語：9962 Pfau）是一颗围绕太阳公转的小行星。1991年12月28日，天文学家佛蒙特·伯根在陶腾堡发现了此天体。
这颗小行星的绝对星等为200.30171等。